# Space Race (Stargate SG-1)
Space Race (Carrera Espacial) es el octavo episodio de la séptima temporada de la serie de televisión de ciencia ficción Stargate SG-1, y el episodio N.º 140 de toda la serie.

## Trama
Warrick, el Serrakin rescatado por el SG-1 hace un tiempo, llega al Comando Stargate solicitando ayuda para ganar una carrera espacial en su mundo. A cambio de un Generador de Naquadah para impulsar su nave, Warrick le permitirá al SG-1 tener acceso a la tecnología de su mundo, de forma no oficial. Carter acepta ayudarlo, pero pide ser su copiloto en la carrera.
El equipo entonces viaja al planeta Hebridan, donde conocen a Eamon, el hermano de Warrick. Mientras Carter y Teal'c se quedan para ayudar con el "Seberus", O'Neill y Daniel van como diplomáticos a reunirse con el gobierno Hebridan. 
Más adelante, la carrera da comienzo. Se trata de un circuito de obstáculos en el espacio que miden las habilidades y la resistencia tanto de la nave como de su piloto. El premio para el ganador es un contrato con "Tech Con", la más importante empresa del planeta. Todo va bien para Warrick y Carter, hasta que ocurre un repentino desperfecto en la nave que provoca que esta sea atraída por la gravedad del cercano sol. Al hacer un diagnóstico, Warrick detecta que hubo un sabotaje deliberado. En tanto, Eamon descubre que su supervisor, un hombre llamado Del Tynan, ha accedido a su computadora. En busca de evidencias, él y Teal'c van a la compañía donde Eamon trabaja. Una vez allí, Eamon y Teal'c acceden al ordenador de Del Tynan y descubren que tiene esquemas de todas las naves de carrera que ha saboteado, con la sola excepción de un piloto llamado Muirios, pero entonces son capturados por Del Tynan. Él les explica que considera que los Serrakins están "destruyendo" la raza humana mediante el "cruce" entre ambas especies, y que se asegurara que un humano gane la carrera como primer paso para el predominio sobre los Serrakins.
Mientras tanto, el Seberus logra volver a la carrera, y poco después Warrick decide rescatar a Jarlath, un viejo rival, cuya nave también fue saboteada. Por otro lado, Daniel y O'Neill sospechan que algo le pasó a Teal'c y a Eamon, y deciden solicitar la ayuda del Presidente de Hebridan. 
En la carrera, el Seberus va a toda prisa y se aproxima a los líderes, pero en ese momento, son contactados por Del Tynan, quien amenaza con matar a Eamon y a Teal'c, si no se detiene. Sin embargo, en ese instante, O'Neill, Daniel y el presidente Hagan aparecen con guardias y a arrestan a Tynan. Al saber esto, Warrick y Carter vuelven a la competencia, pero se hallan ya muy lejos como para ganar. Aun así, deciden que al menos evitaran que Muirios gane la carrera, y Jarlath ofrece a ayudar con eso. Él logra mandar un pulso que fríe los sistemas de la nave de ese piloto, ganando el desafío la otra competidora.
De vuelta en la Tierra, tras recibir la noticia de que la ganadora de la carrera ha escogido a Warrick como copiloto en su nuevo contrato con Tech Con, Carter conversa con Daniel sobre su experiencia en la carrera, además expresar que desea volver el próximo año para la revancha.

## Artistas invitados
- Alex Zahara como Warrick.
- Patrick Currie como Eamon.
- Scott Macdonald como Golan Jarlath.
- Allan Lysell como Del Tynan.
- Ben Ayres como Muirios.
- Lindsay Maxwell como La'el Montrose.
- Terence Kelly como Miles Hagan.
- Nick Misura como Taupen.
- Colin Murdock como Ardal Hadraig.
- Peter Kelamis como Coyle Boron.
- Hillary Cooper como Recepcionista.